# 修水报
《修水报》，是中华人民共和国江西省的一份报纸，隶属于修水县融媒体中心。该报刊肇始于1929年，并于1956年6月易今名，曾在1967年至1980年间停刊，1980年恢复建制並延续出版至今，为江西省唯二的县级党报之一，该报也是中国共产党创刊最早的县级机关报。

## 历史沿革
《修水报》创刊于1956年6月16日，其前身是1929年创刊的《修江潮》:18。《修水报》在创刊後曾改为5日、3日及隔日刊，1960年成为日报並更名为《修水日报》，但不到一年便改回原名《修水报》，隔日出版。1963年7月，因為受到國民經濟調整方針的影響，報社改为内部出版发行的周刊，直到1967年1月因文化大革命的影响被迫停刊，直到1980年10月1日才恢复出版，也是江西省最早复刊的县级报，1982年，报社迁入义宁镇凤凰山路51号:19-20，与此同时，修水报社亦加强了与省内同行的交流合作。
1997年，《修水报》改版为对开大报。同年，江西省府整顿省内县级报刊，江西省不少县报受此影响而停办，而《修水报》成为九江市唯一保留下来的县级党报。2000年，报社迁往今址义宁镇沿江大道133号:18-20。2003年7月15日，中共中央办公厅及国务院办公厅发布关于报刊治理整顿的决定，《修水报》与《瑞金报》两家报社因经营状况良好得以保留下来。2010年，修水报社与修水县新闻中心创立修水县第一家综合性新闻入口网站修水新闻网，该报社也加強了在網路上的投入，開設了官方微信公众号，2019年6月，报社还参与成立了修水县融媒体中心:21。

## 现况
作為中共修水县委的機關報，《修水報》也是中共修水县委、修水县人民政府向外界表達其觀點與角度的重要工具，其對該县黨政領導、行政機關的日常活動報導較多，肩负中共中央、中华人民共和国中央政府的政治宣传任务，其對修水县內經濟及文化建設經驗等本地新聞的報導內容亦較多，2020年，其发行量约为1.9万份:20-22。